# 羅澤南
羅澤南（1807年—1856年），字仲岳，號羅山，湖南湘鄉石牛灣洲人，晚清程朱派經學家、理學家，官至浙江甯紹台道布政使，加布政使銜。湘军缔造人之一，门下李續賓、李續宜、曾国荃、曾国华、蔣益澧、王錱皆為湘军大将。罗泽南为湘军早期名将，儒生统兵的代表人物，临阵审时度势且冲杀在前，与塔齐布并称「塔羅」。咸丰六年，战死于武昌城外，诏依巡抚例议恤，谥忠节。

## 早年
父親早逝，早年家貧，“家业零落，四壁萧然”，買不起油膏，夜半仍藉月光及焚稻殼或冬夜雪光勤於求學，转于乡间课馆授徒。學問極佳，科考中秀才，咸豐元年（1851年）舉孝廉方正；嗜好研究兵書《左傳》與《易經》。

## 成立湘軍
1852年，太平军攻入湖南，湖南士绅组织团练自保。罗泽南应湘乡知县朱孙诒的调遣，投笔从戎，創建湘軍，“仿戚氏法部署其众，教之击刺，勖以忠义，纪律肃然。”累擢官授浙江宁绍台道，加按察使衔、布政使衔，“前后克城二十，大小二百余战”；羅且自領一軍自1853年起至1856年命殞前，轉戰湖南江西與湖北，策劃謀略八天內收復武漢，戰功彪炳，因練兵時常對兵將講述四書五經，尝言其兵法在《大学》“知止而后有定”一语，故有「儒將」之稱。

## 陣亡
咸丰六年（1856年）參與“第三次武漢爭奪戰”戰鬥時，将太平軍名將韋俊擊敗，三月初二日羅領軍追杀至武昌大東門（賓陽門），於霧中被太平軍少年兵鳥銃擊傷，“中泽南左额，血流覆面，衣带均湿”，仍坚持指挥作战并全军而退。三月八日傷重不治，遺言：“危急时站得定，才算有用之学。”，“所部湘軍領導改予李續賓接”。
罗泽南死后两年多，曾国藩三女曾纪琛嫁罗泽南五子罗兆升，在黄金堂禮成，曾国藩夫人欧阳氏亲自送亲。

## 著作
《讀孟子劄記》、《人極衍義》、《西銘講義》、《小學韻語》、《姚江學辨》以及《詩文集》。他於《西銘講義》一書致力最深，說理極透。

## 延伸阅读
[在维基数据编辑]
 《清史稿·卷407》，出自趙爾巽《清史稿》